# 伊唐库尔
伊唐库尔（法語：Itancourt，法語發音：[itɑ̃kuʁ]）是法国上法兰西大区埃纳省的一个市镇，位于该省西北部，属于圣康坦区。

## 地理
伊唐库尔（49°48'24"N, 3°20'42"E）面积7.11 平方千米，位于法国上法蘭西大區埃纳省，该省份为法国北部内陆省份，北起北部省，西接索姆省和瓦兹省，东临阿登省和马恩省，西南至塞纳-马恩省，东北部与比利时接壤。
与伊唐库尔接壤的市镇（或旧市镇、城区）包括：贝特尼库尔、瓦兹河畔梅济耶尔、讷维尔圣阿芒、锡西、于尔维莱尔。

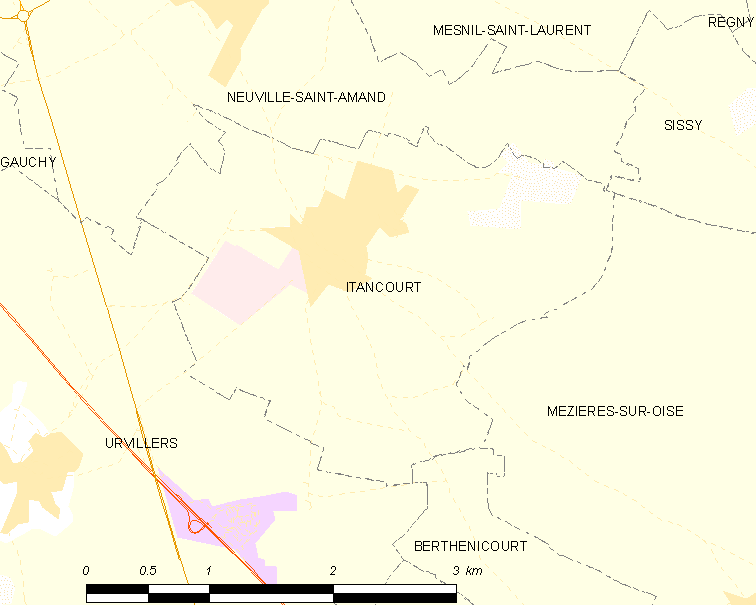
伊唐库尔的OSM定位图

伊唐库尔的时区为UTC+01:00、UTC+02:00（夏令时）。

## 行政
伊唐库尔的邮政编码为02240，INSEE市镇编码为02387。

## 政治
伊唐库尔所属的省级选区为里布蒙县。

## 人口

1962-2008年间伊唐库尔人口变化图示

伊唐库尔于2022年1月1日时的人口数量为999人。